# NGC 1469
NGC 1469 est une galaxie lenticulaire située dans la constellation de la Girafe. NGC 1469 a été découverte par l'astronome américain Lewis Swift en 1886.

## Caractéristiques
Sa vitesse par rapport au fond diffus cosmologique est de 959 ± 15 km/s, ce qui correspond à une distance de Hubble de 14,1 ± 1,0 Mpc (∼46 millions d'al).